# Mary Bealeová
Mary Cradock (26. března 1633 – 1699) se narodila v malém městečku Barrow, v anglickém hrabství Suffolk. Když jí bylo osmnáct let, vdala se za Charlese Bealea. Poté, co studovala u Robert Walker, se stala portrétistkou a to jednou z nejdůležitějších v Anglii 17. století.
Kvůli finančním potížím a moru v Londýně, se rodina roku 1665 přestěhovala do Allbrooku v hrabství Hampshire, a na příštích pět let se stal jejím domovem a pracovním studiem patrový zanedbaný dřevěný dům.